# Nordvest Football Club
Il Norvdest Football Club è stata una società calcistica danese con sede nella città di Holbæk. Fondata nel 2008 come sezione professionistica del Holbæk B&I al fine di gestirne la prima squadra, militava nel gruppo est della 2. Division, la terza divisione del campionato danese.
Il club fu sciolto nel giugno 2014 e la prima squadra è ritornata a chiamarsi con il nome originario del club madre, l'Holbæk B&I.

## Palmarès
- 2. Division: 1

2010-2011